# Väddö
För andra betydelser, se Väddö (olika betydelser).

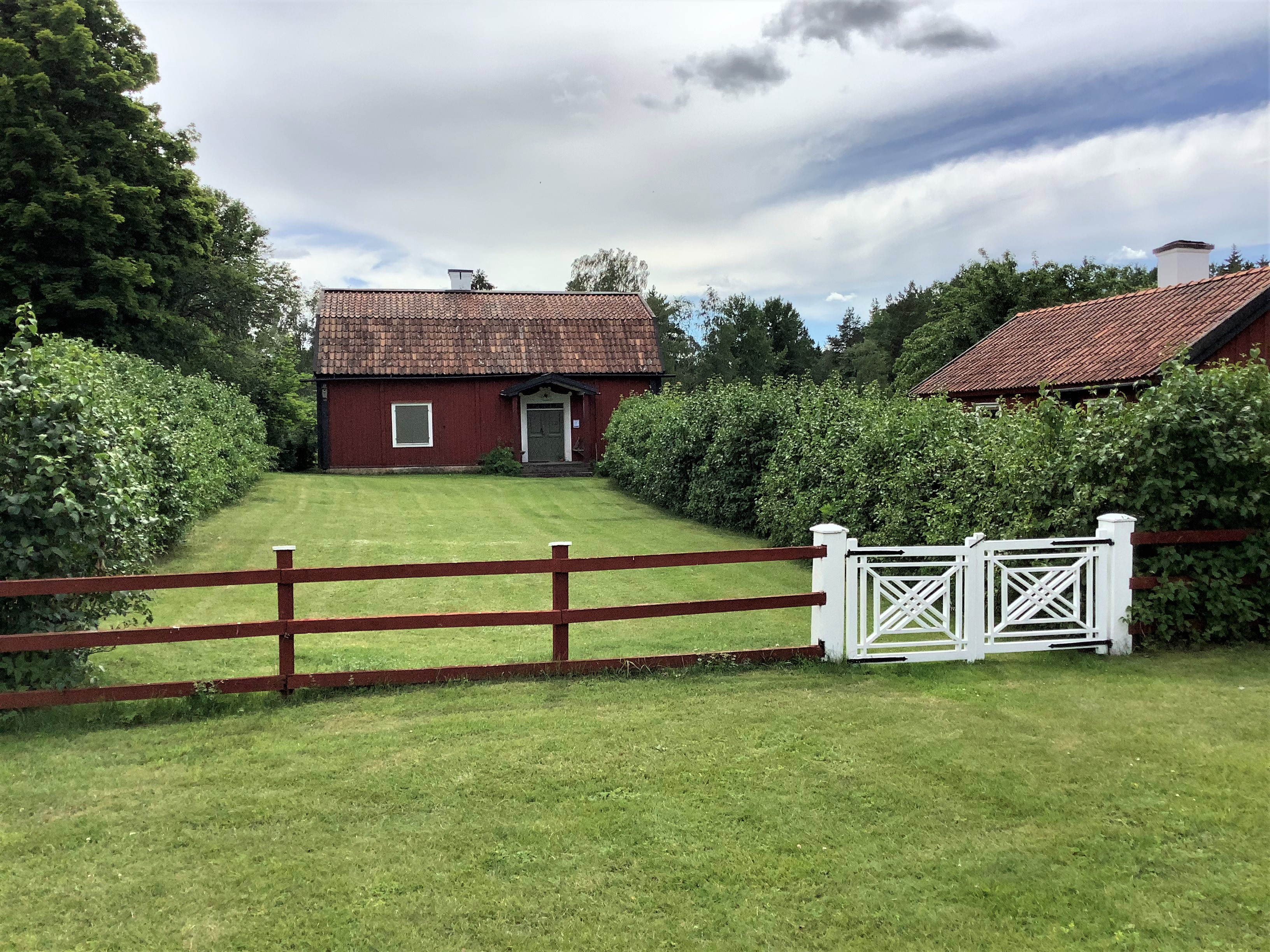
Kista gård, byggnadsminne sedan 2011.

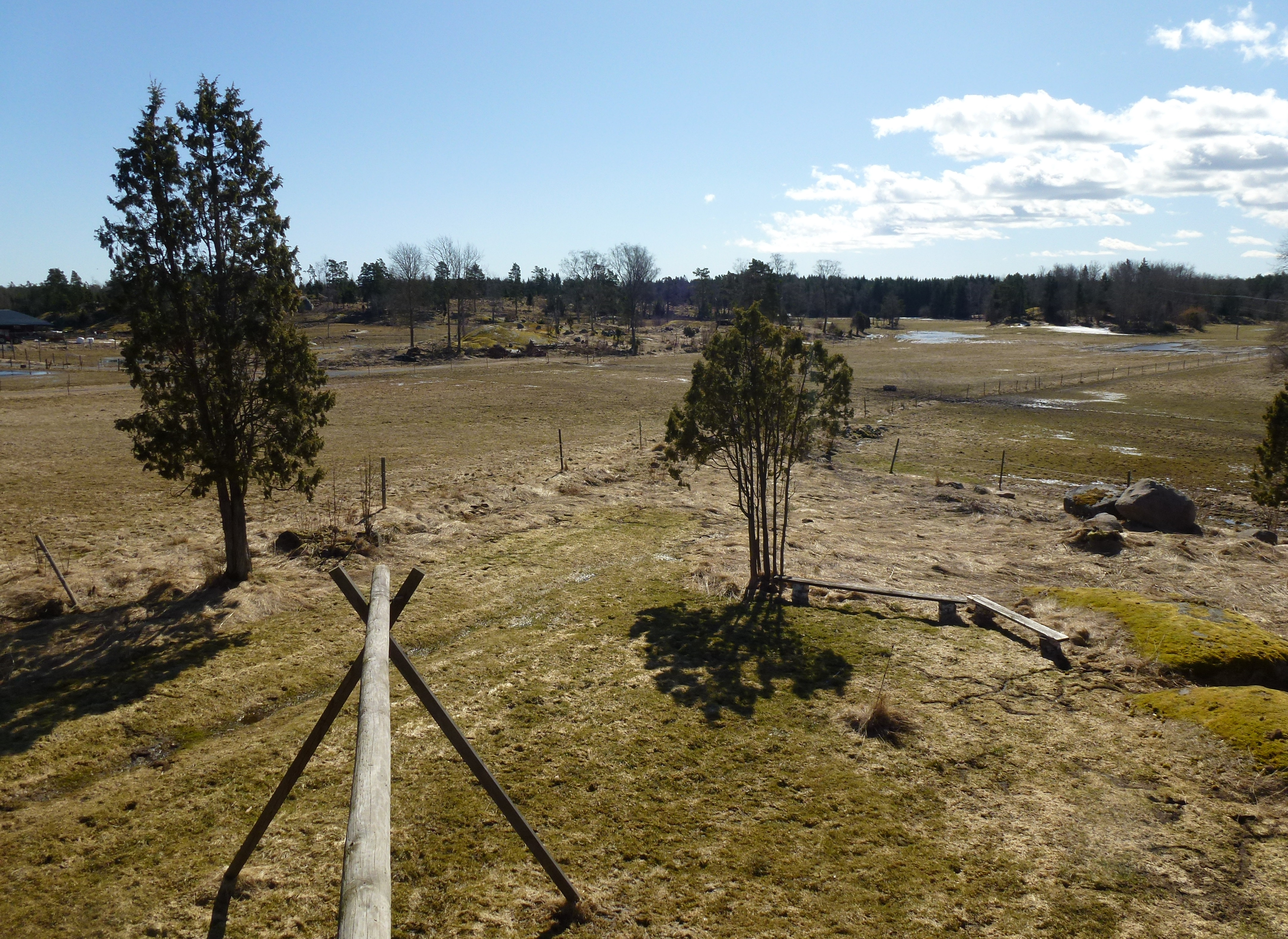
Landskapet på Väddö vid Marum väderkvarn.

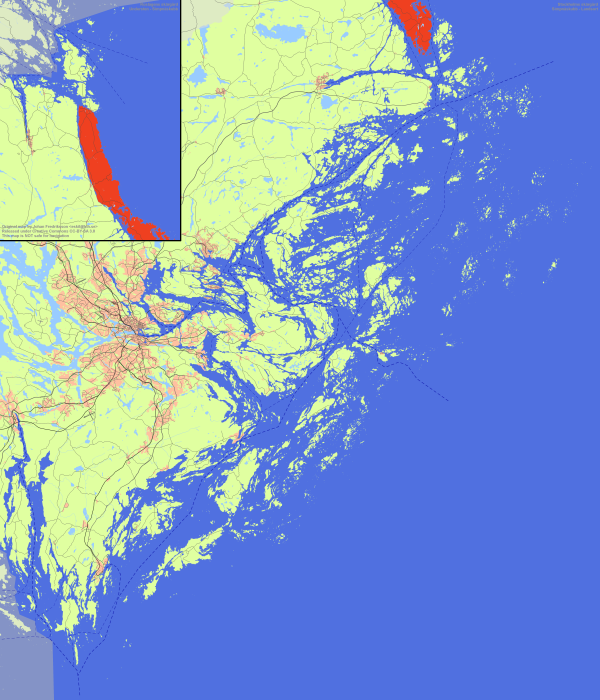
Väddös läge i Stockholms skärgård.

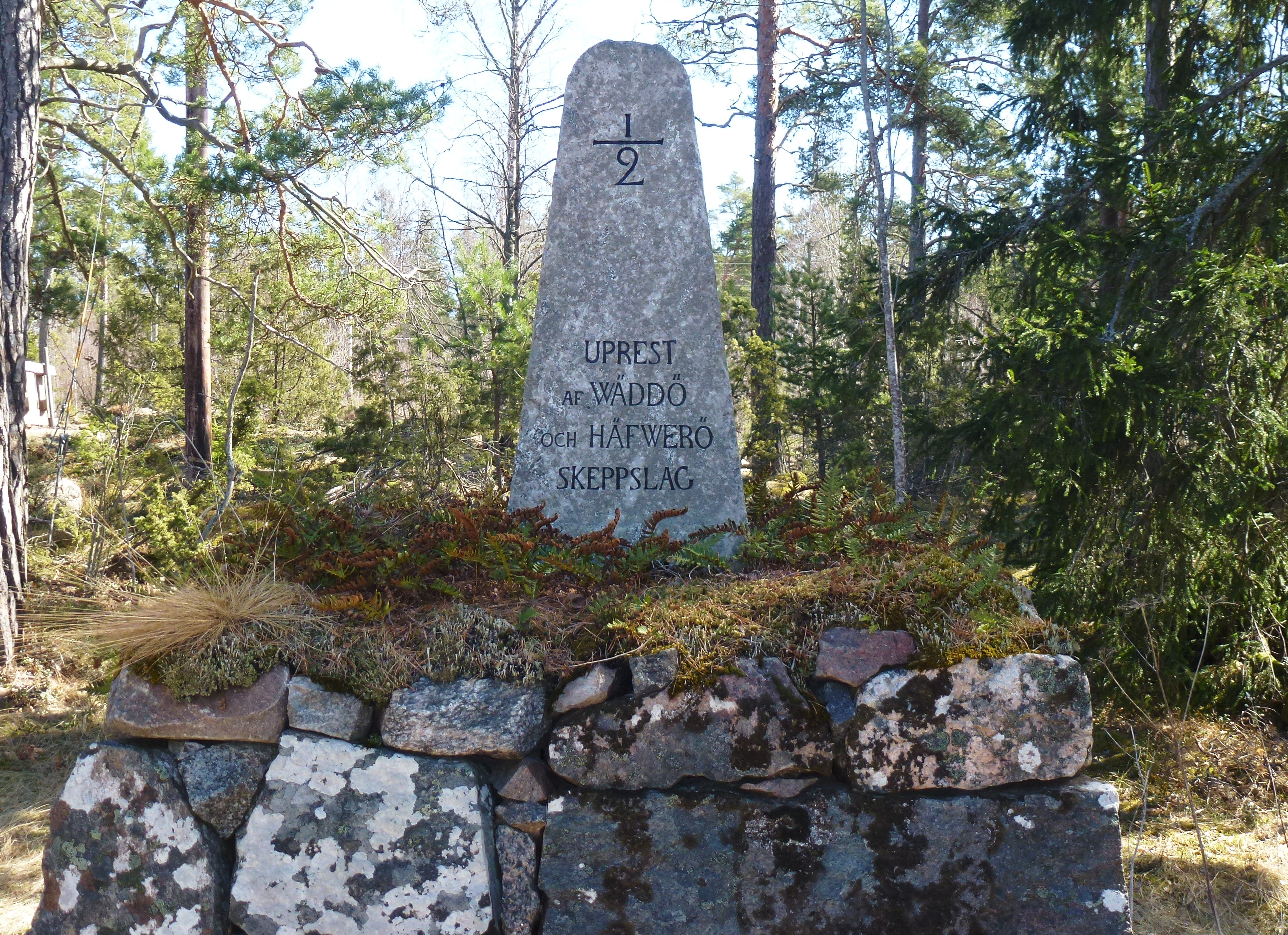
Milstolpe vid Trästabron.

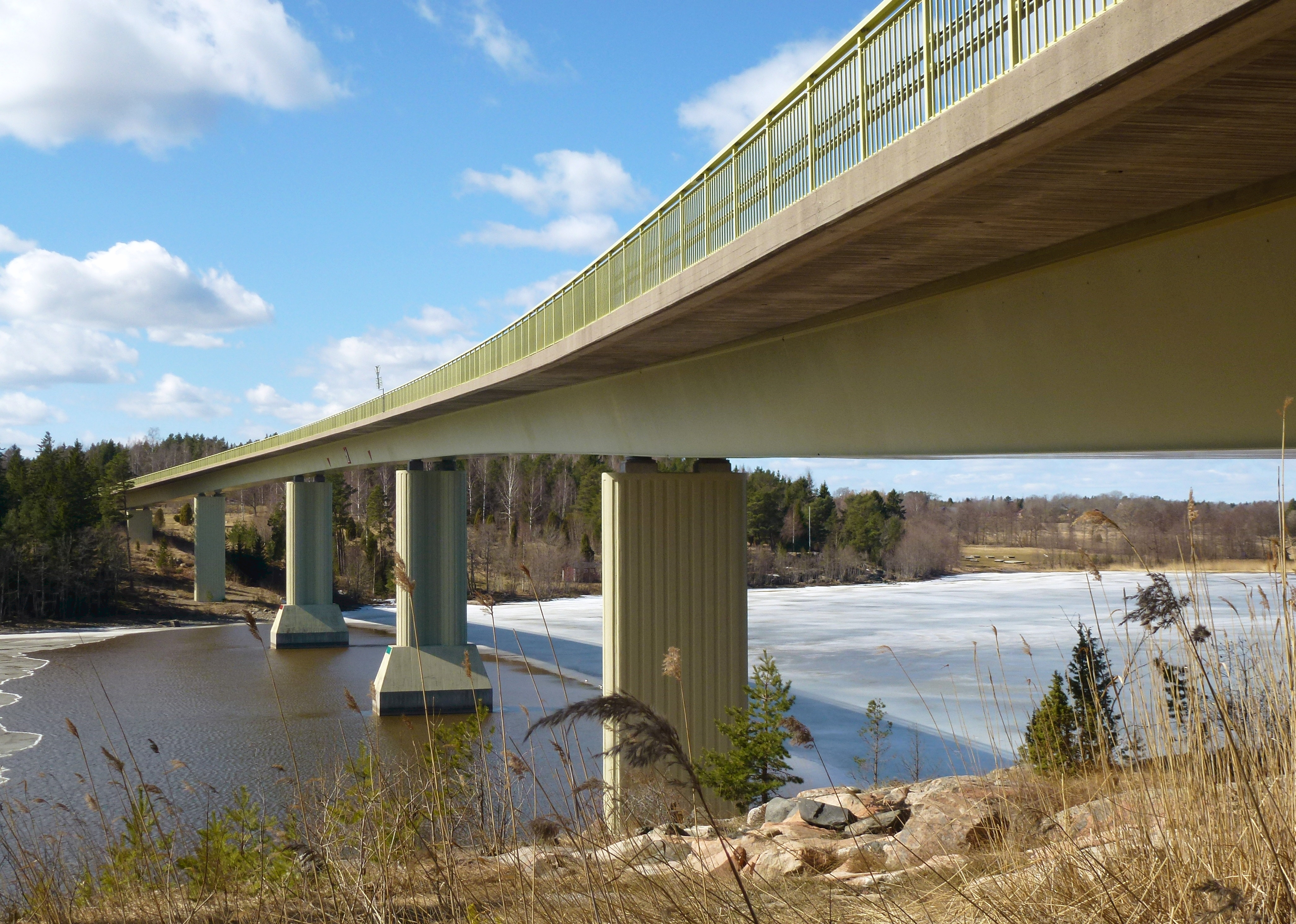
Trästabron över Väddöviken, april 2013.

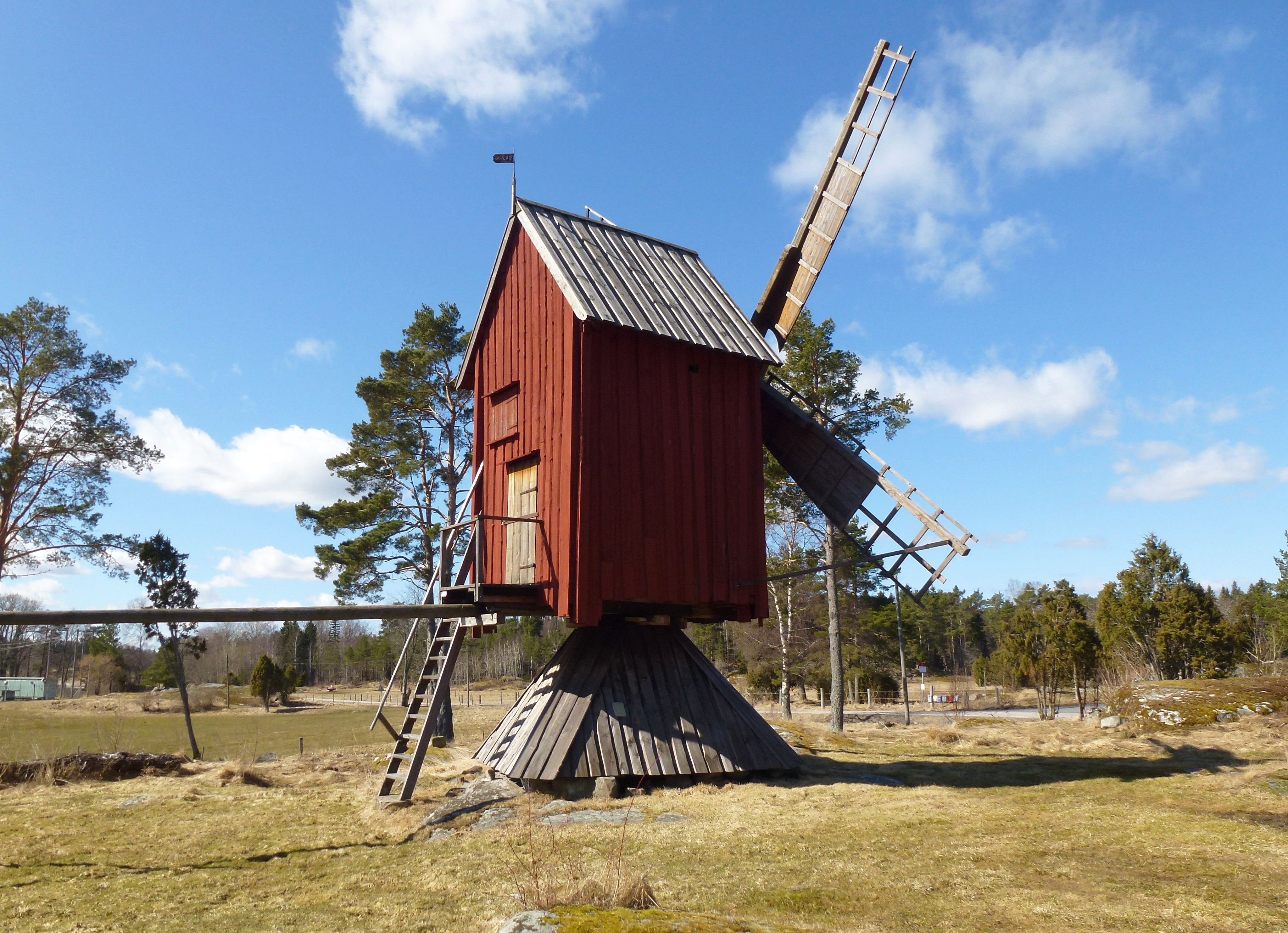
Marum väderkvarn i april 2013.

Väddö (Wäddö) är den norra delen av en ö i norra Roslagen (i Norrtälje kommun) och ligger cirka 100 kilometer nordost om Stockholm. Väddö räknas tillsammans med Granön, Lingslättö, Assön och den sydliga Björkö med flera öar som vuxit samman med Väddö som Sveriges till storleken åttonde största ö med en yta på 12 790 hektar och en omkrets på cirka 204 km. Väddö ingår i Väddö socken som tillhör gamla Väddö och Häverö skeppslag. I söder övergår Väddö till Granö, Barnens ö (Lingslättö) och Björkö och i norr finns broförbindelse till Fogdö och Singö. Ön har 3317 folkbokförda (år 2018) och drygt 8 000 fritidshus.[källa behövs] Näringslivet på ön är beroende av sommarturismen i form av båtresenärer och fritidsboende, samt av jakt och fiske. Många hantverkare arbetar som egna företagare.

## Beskrivning
Nära Väddös nordspets ligger det gamla fiskeläget Grisslehamn. Ända in på 1950-talet benämndes det Nya Grisslehamn till skillnad mot Gamla Grisslehamn, varifrån postrodden startade på 1600-talet. I Grisslehamn finns bland annat Engströmsgården, som driver ett museum om Väddös mest kända profil: författaren och konstnären Albert Engström. År 1940, samma år som Engström avled, flyttade en annan smålänning och känd person till Tomta; Vilhelm Moberg. I Grisslehamn finns också anrika Hotell Havsbaden som lockar både turister och företag till orten. 2016 godkände PRV Sverige Väddö som Reg varumärke ägare K Albert Engström. Väddö
Mitt på Väddö ligger Älmsta (eller Elmsta, som det tidigare stavades och som Väddöborna fortfarande använder sig av) som är Väddös största samhälle. Älmsta är uppdelat i två delar, varav den större ligger på fastlandet och den mindre (egentligen inte Älmsta utan byarna Norra Sund och Hammarby) på Väddö. Strax söder om Älmsta ligger på fastlandssidan Roslagens Sjöfartsmuseum, där hela miljön i och kring Roslagens sjöfartsmiljöer finns att uppleva. Här ligger Väddös gamla bygd med flera gårdar med gravfält och anor sedan järnålder. Cirka 2 kilometer ostsydost om Älmsta höjer sig Kasberget över den omgivande jordbruksbygden. Utsikten därifrån är vidsträckt, och man kan i gott väder se ända till Åland. Sydost om Kasberget ligger Kista, där bland annat Kista hembygdsgård ligger. Gården var den enda på Väddö som klarade sig i samband med rysshärjningarna 1719, byggnaderna vid gården härstammar från 1700- och 1800-talen.
Väddö Kanal och Väddöviken skiljer ön från fastlandet. Väddö binds samman med fastlandet med hjälp av tre broar; Trästabron (invigd 1998) i norr, Älmstabron i mitten och Bagghusbron i söder. Väddö kanal, som började anläggas 1819 och invigdes 1840, är en av Väddös populäraste attraktioner med ungefär 22 000 passerande båtar per år. Ett känt evenemang är postroddtävlingen Postrodden och tidigare även Elmstanatta, en sommarfest som organiserades 1983-2011.

## Tätorter och småorter
- Älmsta, 1 422 folkbokförda invånare år 2018 (924 invånare 2005, 1 097 invånare 2010), tätort, delvis på Väddö[5]
- Grisslehamn, 249 bofasta invånare 31 december 2010 (277 invånare 2005), tätort
- Tomta, 75 bofasta invånare 31 december 2010 (104 invånare 2005), småort

## Kommunikationer

### Väddö
Från Grisslehamn går färjetrafiken till Eckerö på Åland, som är ett landskap i Finland.
SL:s busslinje 637 mot Norrtälje och Stockholm (Tekniska högskolan, vid Östra station) eller mot Singö (Ellan) går igenom Väddö. I Älmsta finns även linje 643 mot Hallstavik och linje 636x mot Gåsvik och linje 636 mot Norrtälje och Stockholm (Tekniska högskolan).

### Björkö
SL:s linje 636 mot Norrtälje och Stockholm (Tekniska högskolan) går igenom Björkö.